# Abacops
Abacops là một chi bọ cánh cứng thuộc họ Carabidae; chứa duy nhất một loài là Abacops rugipennis.